# 短命鰍
短命鰍為輻鰭魚綱鯉形目鰍科的其中一種，為溫帶淡水魚，分布於歐洲希臘及馬其頓淡水流域，為特有種，體長可達11公分，棲息在湖泊、沼澤、水塘的底層水域，生活習性不明。

## 扩展阅读
維基物種上的相關：短命鰍